# فيرجيل ميلر نيوتن
فيرجيل ميلر نيوتن (بالإنجليزية: Virgil Miller Newton)‏ هو موظف مدني أمريكي، ولد في 1938 في تامبا في الولايات المتحدة.